# Sarbsk
Sarbsk (kaszb. Sôrbsk, niem. Sarbske) – wieś w Polsce położona w województwie pomorskim, w powiecie lęborskim, w gminie Wicko na południe od jeziora Sarbsko. 
Wieś jest siedzibą sołectwa, w którego skład wchodzą również: Dymnica, Przybrzeże i Ulinia. 
W latach 1975–1998 miejscowość administracyjnie należała do województwa słupskiego.
W ostatnich latach Sarbsk przekształcił się w wioskę letniskową. Znajduje się tu baza Łebskiego Klubu Żeglarskiego i szkoła windsurfingu.
W czerwcu 2012 w miejscowości powstał pierwszy w Polsce „Sea Park” posiadający basen z fokami i kotikami południowoamerykańskimi. Obecnie w basenach parku pływają trzy foki szare, dwie foki pospolite oraz cztery kotiki. W parku mieści się również Muzeum Współczesnego Pomorskiego Rękodzieła Marynistycznego.
We współczesnym kościele elementy barokowego wyposażenia wcześniejszej świątyni. We wsi znajduje się również dwór z XIX w.